# Nova Campinas (Duque de Caxias)
Nota:Não confundir com Nova Campina
Nova Campinas é um bairro/distrito de Duque de Caxias, no estado do Rio de Janeiro.

## História
Fica próximo ao Parque Paulista e a Santa Cruz da Serra. O bairro é por vezes chamado de Nova Campina, sendo ambas as denominações válidas. Nova Campinas tem um centro comercial, aos finais de semana tem uma feira muito tradicional.  
O bairro foi construído pelo antigo banco BANERJ , e fica situado no 3º Distrito de Duque de Caxias.